# 黑髯櫛鱗鰨
黑髯櫛鱗鰨為輻鰭魚綱鰈形目鰨亞目鰨科的其中一種，分布於西南太平洋澳洲新南威爾斯海域，棲息深度可達50公尺，體長可達8.9公分，棲息在底層水域，生活習性不明。